# Franchi SPAS-12

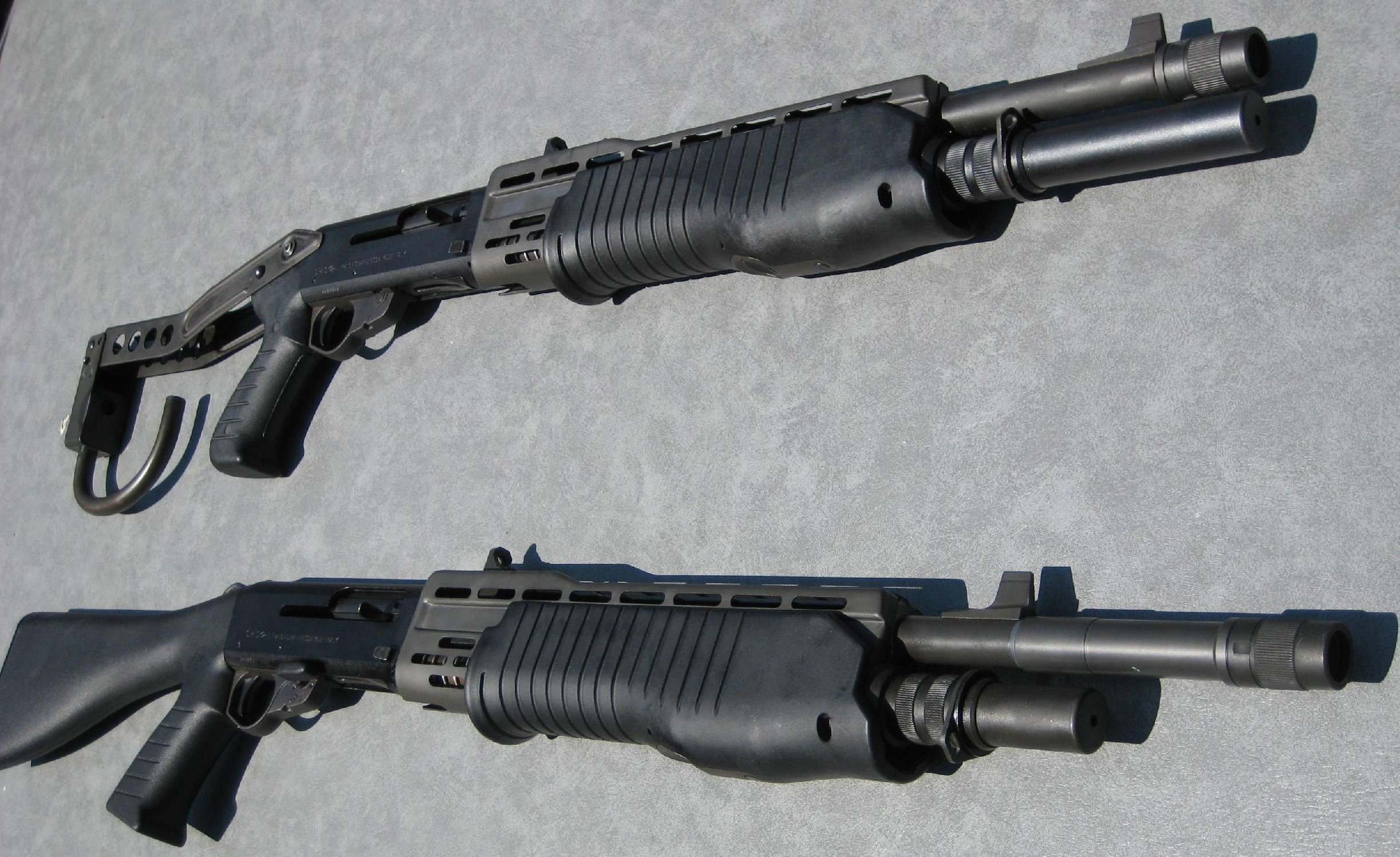
Dvě z nejčastějších variant SPAS-12: verze se skládací pažbou (s rozšířením kapacity zásobníku na 8 nábojů) od společnosti F.I.E Corp a verze s pevnou pažbou (s rozšířením kapacity zásobníku na 6 nábojů) od American Arms Inc.

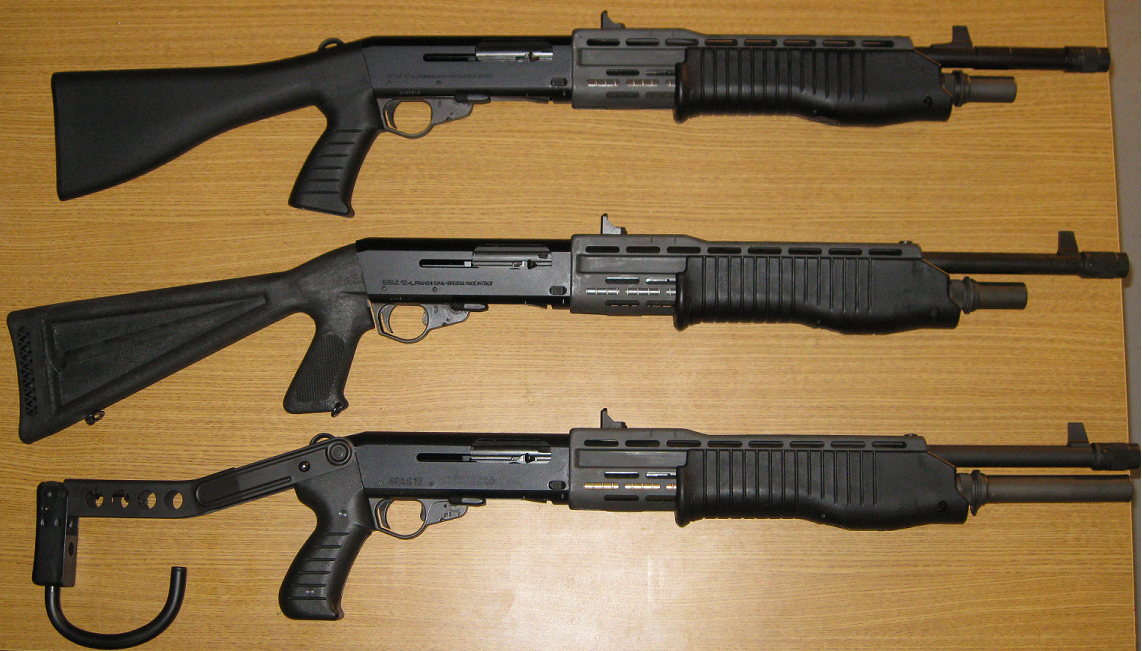

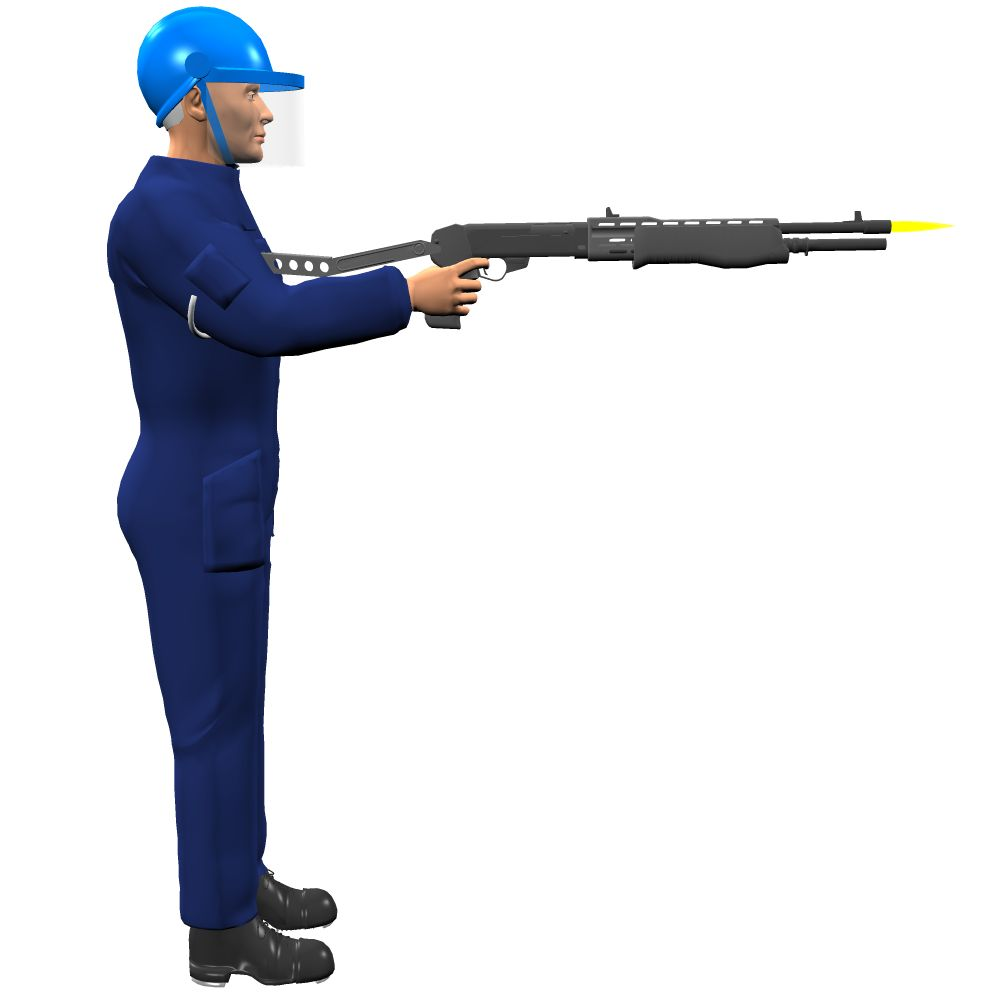
Brokovnice Franchi SPAS-12 ukazující použití koncového háku pažby jako podporu, která pomáhá zaměřit a střílet jednou rukou.

Franchi SPAS-12 je bojová brokovnice vyráběná italskou společností Franchi od roku 1979 do roku 2000. SPAS-12 je brokovnice s dvěma módy, poloautomatickým a opakovacím. SPAS-12 byl prodáván pro vojenské a policejní účely po celém světě, byl rozšířen i na civilním trhu a lze jej vidět v mnoha filmech a videohrách (např. Terminátor, Jurský park, Robocop, Matrix, Half life, Call of Duty, aj.).
Vzhled a účel SPAS-12 původně vedl k jeho označení jako bojové brokovnice. SPAS-12 byl navržen od základů jako robustní, vojenská brokovnice, a byl prodáván jako „automatická brokovnice pro speciální účely“. V roce 1990 byl firmou Franchi přejmenován na „automatickou brokovnici pro sportovní účely“, což umožnilo prodej verze s omezeným zásobníkem a pevnou pažbou do Spojených států, a to až do roku 1994, kdy Spojené státy zakázaly dovoz některých zbraní zákonem (Federal Assault Weapons Ban). V září 2004 zákaz vypršel, ale firma Franchi ukončila výrobu SPAS-12 v roce 2000 a zaměřila se na výrobu nového modelu SPAS-15.

## Design
SPAS-12 byl navržen tak, aby fungoval především jako poloautomatická zbraň s možností přepínat režim na opakovací, který je používán pro spolehlivou střelbu neletální munice. Palný režim se přepíná stiskem tlačítka pod přední rukojetí a také posunutím přední rukojeti dopředu nebo dozadu, dokud se nezacvakne do své polohy, což umožňuje rotujícímu pouzdru otevření nebo zavření dvou vstupů plynu.